# Gumbiany
Gumbiany – dawna leśniczówka. Tereny, na których była położona, leżą obecnie na Białorusi, w obwodzie witebskim, w rejonie postawskim, w sielsowiecie Łyntupy.

## Historia
W czasach zaborów dwa zaścianki w gminie Łyntupy, w powiecie święciańskim Imperium Rosyjskiego. W 1905 roku Gumbiany 1 liczyły 10 mieszkańców, 20 dziesięcin; Gumbiany 2 liczyły 5 mieszkańców, dziesięciny. Oba były własnością Byszewskiego.
W dwudziestoleciu międzywojennym leśniczówka leżała w Polsce, w województwie wileńskim, w powiecie święciańskim, w gminie Łyntupy.
W 1931 w 1 domu zamieszkiwały 4 osoby.
Miejscowość należała do parafii rzymskokatolickiej w Komajach. Podlegała pod Sąd Grodzki w Łyntupach i Okręgowy w Wilnie; właściwy urząd pocztowy mieścił się w Łyntupach.